# كوينمي
كوينمي هي بورصة عملات مشفرة مقرها في سياتل، واشنطن. تقدم الشركة تكنولوجيا لأجهزة الصراف الآلي والكايوسكات الخاصة بالبتكوين، التي تتيح للمستخدمين تحويل العملات المشفرة إلى نقود. تعد الشركة أحد أول أجهزة الصراف الآلي للبتكوين المرخصة في الولايات المتحدة.

## التاريخ
وفقًا للمؤسسين المشاركين نيل بيرغكويست ومايكل سمايرز، بعد أن تعرفوا على جهاز صراف آلي للبتكوين في كندا، قاموا بشراء ثلاثة أجهزة صراف آلي للبتكوين في عام 2014. حيث بدأ الاثنان العمل مع دائرة المؤسسات المالية في ولاية واشنطن لتعديل قوانين المالية في الولاية والحصول على ترخيص لتشغيل جهاز كيوسك. تم وضع ثلاثة أجهزة صراف آلي تجريبية للبتكوين في منطقة سياتل الكبرى، أحدها في مطعم Spitfire Grill في بيلتون، وآخر في Startup Hall في جامعة واشنطن، والثالث في مركز تسوق Southcenter Mall جنوب سياتل. تم تأسيس كويمني رسميًا في عام 2014 مع بيرغكويست كرئيس تنفيذي وسمايرز كنائب رئيس الهندسة. قاموا بتشغيل وتشغيل ما يقارب 70 جهاز صراف آلي للبتكوين عبر غرب الولايات المتحدة قبل تطوير واجهة برمجة التطبيقات (API) لتحويل أجهزة الصراف الآلي والكيوسكات إلى أجهزة صراف آلي للعملات المشفرة. وتم تركيب أول جهاز صراف آلي مرخص للبتكوين في الولايات المتحدة بواسطة كويمني في مطعم Spitfire Grill في سياتل، واشنطن في ربيع عام 2014. بعد ذلك، قامت الشركة بتركيب جهاز صراف آلي للبتكوين في مركز تسوق Spokane Valley وأصبحت أول شركة مرخصة في ولاية واشنطن تقدم العملات الرقمية من خلال أجهزة الصراف الآلي.
وبحلول يونيو 2021، كانت كويمني توظف 58 شخصًا وقد جمعت أكثر من 30 مليون دولار من رأس المال الاستثماري. تشمل مستثمري كويمني Xpring وBlockchain.com Ventures وPantera Capital وDigital Currency Group وMoneyGram International. وفي نهاية عام 2021، كانت الشركة في المراحل الأخيرة لإكمال الملفات اللازمة للعمل في جميع الولايات الأمريكية كحامل لترخيص تحويل الأموال. وفي يناير 2022، عينت الشركة توم ديفيس، المدير التنفيذي السابق في شركة IBM وعميل خاص سابق في مكتب التحقيقات الفيدرالي، ليكون أول مستشار قانوني عام لها. وفي فبراير 2022، انضم براين ريسبيك إلى الشركة كمسؤول امتثال رئيسي. وفي عام 2023، تم تغريم كويمني 4 ملايين دولار من قبل هيئة الأوراق المالية والبورصات (SEC) بسبب تورطها المزعوم في عروض أوراق مالية غير مسجلة مع UpToken.

## كوينستار للعملات
في عام 2019، وقعت شركة كوينستار، المشغلة لأجهزة تحويل العملات المعدنية، اتفاقًا مع كويمني لتمكين المستهلكين من شراء البيتكوين عبر الأجهزة الموجودة بالفعل من كوينستار. توسعت أجهزة كوينستار الممكّنة من كويمني إلى العديد من الولايات، بما في ذلك ولاية كونيتيكت، حيث تم وضع أكثر من 90 جهازًا في سوبرماركت Stop & Shop وBig Y. أعلنت كويستار وكويمني في أكتوبر 2021 أن Walmart ستقوم بوضع 200 جهاز صراف آلي للبيتكوين الممكّن من كويمني في متاجره. بحلول يناير 2022، كانت أكثر من 7,000 جهاز كويستار الممكّن من كويمني قيد التشغيل في الولايات المتحدة. ووفقًا لكتاب بيتكوين للمبتدئين من تأليف كينت وباين (2022)، فإن عمليات الشراء التي تتم من خلال أجهزة كويستار الممكّنة من كويمني تفرض كلًا من رسوم المعاملة و رسوم الراحة النقدية، مما يضيف إجماليًا 12% كرسوم إضافية على تكلفة أي بيتكوين يتم شراؤه عبر الخدمة.

## مانيجرام
وقعت شركة مانيجرام، المتخصصة في المدفوعات وتحويل الأموال، اتفاقًا مع كويمني في عام 2021 لتمكين العملاء من إضافة أو سحب النقود من محافظ البيتكوين، وذلك من مواقع مانيجرام المختارة في الولايات المتحدة. في عام 2022، اشترت مانيجرام حصة بنسبة 4% في كويمني.

## الجوائز والتصنيفات
قام Puget Sound Business Journal بإدراج كويمني كإحدى أسرع الشركات الخاصة نموًا في عام 2021. كما قامت Inc. بإدراج كويمني كإحدى أسرع الشركات نموًا في عام 2022.